# Miloš Đelmaš
Miloš Đelmaš (serbisch-kyrillisch Милош Ђелмаш; * 4. Juni 1960 in Belgrad; auch Milos Djelmas) ist ein ehemaliger jugoslawischer Fußballspieler.

## Karriere
Đelmaš spielte in seiner Heimat Jugoslawien für Partizan Belgrad, mit denen er 1982/83 und 1985/86 jugoslawischer Meister wurde.
In der Saison 1991/92 wechselte Đelmaš aus Frankreich vom OGC Nizza zu Hannover 96 in die deutsche 2. Fußball-Bundesliga. In der Winterpause verpflichtet, kam er verletzungsbedingt in seiner ersten Saison in Hannover nur zu fünf Einsätzen in der Liga. Bei seinem Pflichtspieldebüt für Hannover musste er nach 80 Sekunden mit einer Zerrung wieder ausgewechselt werden. In seinem zweiten Spiel für Hannover, dem Halbfinale im DFB-Pokal gegen Werder Bremen, gab er die Vorlage zur zwischenzeitlichen 1:0-Führung für Hannover und verwandelte im Elfmeterschießen den ersten Elfmeter. Am Ende gewann 96 mit 6:5 n. E. und stand im Finale. In Berlin gegen Borussia Mönchengladbach am 23. Mai 1992 gewann Hannover mit Đelmaš, der erneut im Elfmeterschießen erfolgreich war, mit 4:3 n. E. und wurde DFB-Pokal-Sieger 1992.
1992/93 und 1993/94 machte er weitere 39 Spiele in der zweiten Bundesliga für Hannover 96 und erzielte dabei sechs Tore.
Nach seiner aktiven Karriere arbeitete Đelmaš als Assistenztrainer bei Hannover 96 und übernahm am Ende der chaotischen Saison 1994/95 vom 31. Mai bis 18. Juni 1995 für zwei Spiele die Rolle des Interimstrainers. Er trat die Nachfolge von Peter Neururer an, der sich mit der sportlichen Führung von Hannover 96 überworfen hatte und kurz vor Saisonende beurlaubt wurde und ein Stadionverbot erhielt. Đelmaš erreichte nach einer Niederlage in Rostock im letzten Heimspiel der Saison ein Unentschieden gegen Waldhof Mannheim.